# Víctor Pantoja
Víctor Pantoja Castilla (Huamanga, Perú, 24 de diciembre de 1869 - † Torres Causana, Perú, 28 de julio de 1904) fue un soldado peruano que nació y vivió en Huamanga, pariente en tercer grado del pedagogo e impulsor del teatro huamanguino Gustavo Castro Pantoja. Se enroló en el ejército en un momento de tensión en la frontera peruano-ecuatoriana, que no estaba bien definida. Pantoja murió en combate, durante un enfrentamiento en el río Napo.

## Biografía
Víctor Pantoja Castillo nació en Huamanga. Poco se sabe de su vida, hasta que se enroló en el ejército peruano. En 1904, la penetración ecuatoriana en la Amazonía originó un incidente armado en Torres Causana, el 28 de julio de ese año. Pantoja perdió la vida durante el combate.

## Honores y distinciones
- La capital del distrito de Torres Causana fue nombrada en su honor Cabo Pantoja.
- Un puesto militar peruano fue llamado Cabo Pantoja, cuyos soldados lucharían durante la guerra peruano-ecuatoriana.